# Božidar Damjanović Benedikt
Božidar Damjanović Benedikt (engl. B. D. Benedikt; Vinica, 7. april 1938 — Toronto, 24. januar 2024) bio je kanadski pisac i filmski reditelj srpskog porekla, rođen u porodici Save Damjanovića, žandarskog narednika.
Autor je više desetina klasičnih romana i naučno-popularnih knjiga objavljenih na srpskom, hrvatskom, poljskom, makedonskom, slovenačkom i engleskom jeziku. Takođe je radio za jugoslovensku, nemačku, kanadsku i holivudsku filmsku industriju u svojstvu scenariste, reditelja i scenografa. Završio je dva američka univerziteta, sa diplomom mastera iz filmskog dizajna i doktoratom iz literature i dramskih umetnosti. Redovan je član Udruženja kanadskih reditelja i Kanadske filmske akademije.
Živeo je sa porodicom u Torontu, Kanada od 1971. godine. Preminuo je 24. januara 2024. godine.

## Dela
- Paralelni svet (1986)
- Priča o karmi (1989)
- Peti život
- Trgovci dušama
- Operater (1997)
- Milenium
- Plemić
- Kraljev čovek (2003)
- Sedam dana apokalipse (2005)
- Lavlja jazbina (2005)
- Inkvizitor (2006)
- Fantom iz Palerma (2008)
- Paradoks (2009)
- Hitlerov Prevodilac (2010)
- Carev Rođak (2011)
- Grešnica u raju (2012)
- Devojka u kavezu (2013)
- Utopija (2014)
- Zvali su me „Dizni“ : Autobiografija (2015)
- Glasnica (2016)
- Sat sudnjeg dana (2018)
- Stela kraljica noći (2019)
- Sedam (2020)
- Portal (2022)
- Islednica (2022)
- Manifest (2022)

## Džepna izdanja
- Pilule
- Zorium planeta žena (1978)
- Osveta je moja
- Princeza i grbavac
- Devičanski svet
- Beli Indijanac
- Tajni agent Interpola (1964)
- Federalni šerif (1966—1970)

## Filmografija
- Iza Sedmih Vrata (1986)
- Bruklinske Noći (1987)
- Priča sa Groblja (1991)
- Vanesa (2007)
- Brza Pravda (u pred-produkciji)
- Reference[тражи се извор].

## B. D. Benedikt
Božidar je, 1964. godine, objavio svoju prvu seriju od šest džepnih romana u izdanju beogradske izdavačke kuće Duga. Izdavač je tada predložio Božidaru da izmisli novo, više „strano ime“, i tako je došlo do B. D. Benedikta.

## Spoljašnje veze
- B. D. Benedikt. Zvanični sajt